# ساندا بوبا اومارو
ساندا بوبا اومارو (انگلیسی: Sanda Bouba Oumarou؛ زادهٔ ۱ ژانویهٔ ۱۹۵۸) بازیکن بسکتبال اهل جمهوری آفریقای مرکزی بود. وی در بازی‌های المپیک تابستانی ۱۹۸۸ شرکت کرده‌است.